# Preuschhof-Preis
Der Preuschhof-Preis für Kinderliteratur (seit 2024 Elbinsel-Kinderbuchpreis) ist ein seit 2014 jährlich in Hamburg vergebener Kinderliteraturpreis für die beste deutschsprachige Erstleser-Buchneuerscheinung aus dem jeweiligen Vorjahr.

## Strukturen
Eingerichtet wurde der Erstleser-Literaturpreis 2013 vom Forum Bildung Wilhelmsburg, dem Bildungsnetzwerk auf den Hamburger Elbinseln, anlässlich des 10-jährigen Bestehens der Wilhelmsburger Lesewochen „Die Insel liest“. Die Finanzierung und das Preisgeld wurden von der namensgebenden Hamburger Preuschhof-Stiftung, die sich der Unterstützung von benachteiligten Kindern und Jugendlichen widmet, beigetragen. Ebenfalls beteiligt ist die Hamburgische Kulturstiftung.
„Erstleser“ meint in der Regel die Altersstufe von 6 bis 8 Jahren. Die besondere Bildungslage auf der Elbinsel (viele Drittklässler auf Erstklässlerniveau) erfordert hier eine Ausweitung der Zielgruppe auf die Altersstufe 8 bis 10 Jahre.
Für die Preisträgerermittlung wurde ein ungewöhnliches Konzept der aktiven Zielgruppenbeteiligung entwickelt. Jeweils am Jahresanfang werden zehn Titel von einer professionellen Vor-Jury für die Endauswahl nominiert. Eine Kinder-Jury, an der sich potenziell sämtliche Grundschulklassen der Hamburger Elbinseln Wilhelmsburg und Veddel beteiligen können und an der tatsächlich zumeist mehrere Hundert Kinder teilnehmen, stimmt schlussendlich über die Bücher ab. Jedes Kind der Altersgruppe 6 bis 10 Jahre, das mindestens drei der zehn Bücher gelesen hat, darf eine Bewertung abgeben.
Der Preis wird im gesamten deutschsprachigen Raum ausgeschrieben. Er ist mit 1000 Euro dotiert. Jedes Jahr wird er festlich verliehen im Rahmen der Wilhelmsburger Lesewochen.
2024 wurde der Preis in Elbinsel-Kinderbuchpreis umbenannt.

## Preisträger
- 2014: Luise Holthausen: Bärenstarke Anna, Fischer/Duden, Frankfurt am Main 2013, ISBN 978-3-7373-3623-9.[7]
- 2015: Salah Naoura: Superhugo startet durch!, Oetinger, Hamburg 2014, ISBN 978-3-7891-2377-1.
- 2016: Rüdiger Bertram und Heribert Schulmeyer: Coolman und ich. Ab in die Schule!, Oetinger 2015, ISBN 978-3-7891-2388-7.[8]
- 2017: Michael Petrowitz: Kung-Fu im Turnschuh, Ravensburger Verlag, 2016[9]
- 2018: Kai Pannen: Zombert und der mutige Angsthase, Tulipan Verlag, München 2017[4]
- 2019: Cally Stronk: Theo und der Mann im Ohr, Ravensburger, 2018[10]
- 2020: Christian Thielmann: Ein Kaugummi für die Mumie, Fischer 2019
- 2021: Zapf: Die Wächter von Tal. Der Winterkristall, Oetinger 2020
- 2022: Volker Schmitt und Màriam Ben-Arab: Zack!, Oetinger 2021
- 2023: Rüdiger Bertram und Horst Hellmeier: Mega fette Beute, Ueberreuter 2022
- 2024: Stütze & Vorbach: Die Ninjas und der unsterbliche Kaiser, Loewe 2023

## Belege
1. ↑  Der Preuschhof Preis 2014, abgerufen am 2. Juli 2018.
2. ↑  Für den Preuschhof-Preis für Kinderliteratur 2018 nominiert (PDF), abgerufen am 2. Juli 2018.
3. ↑  10 Bücher für den Preuschhof-Preis, hamburg.de vom 12. April 2017, abgerufen am 2. Juli 2018.
4. 1 2  Kai Pannen gewinnt mit "Zombert", Börsenblatt vom 26. Juni 2018, abgerufen am 2. Juli 2018.
5. ↑  Wilhelmsburger Lesewochen, Stiftung Bürgerhaus Wilhelmsburg, abgerufen am 2. Juli 2018.
6. ↑  Elbinsel-Kinderbuchpreis vergeben. In: Börsenblatt. 15. November 2024, abgerufen am 12. März 2025.
7. ↑  Preuschhof-Preis 2014 für „Bärenstarke Anna“, abgerufen am 2. Juli 2018.
8. ↑  Preuschhof-Preis 2016 für „Coolman und ich. Ab in die Schule!“, lesen-in-deutschland.de 18. Juli 2016, abgerufen am 2. Juli 2018.
9. ↑  Michael Petrowitz gewinnt mit "Kung-Fu im Turnschuh", Börsenblatt vom 4. Juli 2017, abgerufen am 2. Juli 2018.
10. ↑  Preuschhof-Preis für Kinderliteratur 2019: Die Nominierten stehen fest! (Memento des Originals vom 26. Juni 2019 im Internet Archive)  Info: Der Archivlink wurde automatisch eingesetzt und noch nicht geprüft. Bitte prüfe Original- und Archivlink gemäß Anleitung und entferne dann diesen Hinweis., online unter kinderundjugendmedien.de